# Мелоді Клавер
Мелоді Зої Клавер (нід. Melody Zoë Klaver; 9 вересня 1990 року, Амстердам, Нідерланди) — нідерландська акторка.

## Життєпис
Народилася 9 вересня 1990 року в Амстердамі. У 2014 році закінчила Маастрихтську академію драматичного мистецтва. У 2014 році Клавер отримала нагороду за найкраще виконання ролі серед випускників театральних шкіл Бельгії та Нідерландів (Міжнародний фестиваль театральних шкіл). Також під час навчання в академії брала участь у деяких кінематографічних проєктах.

## Фільмографія
- 2008 — Зима у воєнний час
- 2018 — Рафаель
- 2018 — Просто друзі — Мун

## Нагороди
| Рік  | Нагорода                     | Номінація                          | Робота               | Результат |
| ---- | ---------------------------- | ---------------------------------- | -------------------- | --------- |
| 2019 | Нідерландський кінофестиваль | «Золотий телець» найкращій акторці | «Рафаель»            | Перемога  |
| 2009 | Нагорода імені Рембрандта    | Найкраща нідерландська акторка     | «Зима у воєнний час» | Перемога  |